# DEF.DIVA
DEF.DIVA는 헬로! 프로젝트에 소속된 일본의 여성 아이돌 그룹이다.

## 멤버
- 아베 나츠미 (개인활동중)
- 고토 마키 (에이벡스소속.개인활동중)
- 이시카와 리카 (개인활동중)
- 마츠우라 아야 (개인활동중)

## 개요
- 층쿠♂ (샤란Q) 가 말하길, 데프.(DEF.)는 영어로 최고의, 멋진(〔동〕definitive의 단축형)이라는 뜻이며, 디바(DIVA)는 이탈리아어로 (오페라의) 주연 여성 가수 ; 프리마돈나라는 뜻이라고 한다. 즉 데프.디바는 최고의 프리마돈나라는 의미의, 2개 국어의 조어이다.
- 맨 처음 인터넷 통신 판매의 CD 발매 정보에서 알려졌으며, 2005년 9월 5일에 공식 웹사이트에서 발표되었다.
- 연말 스페셜 유닛은 이것으로 고맛토 (2002년), 노치우라 나츠미 (2004년)에 이은 세 번째이다.
- 멤버들의 레이블은 PICCOLO TOWN (고토 마키, 이시카와 리카&비유덴), Zetima (마츠우라 아야), Hachama (아베 나츠미)로 나뉘지만, 이 유닛은 Zetima 레이블에서 발매되었다.
- 유닛 결성시부터 NHK 홍백가합전 대책이라며 야유하는 의견이 있었는데, 결국 2005년 제56회 NHK 홍백가합전은 마츠우라 아야 & 데프.디바로 출장하였다.
- 싱글〈好きすぎて バカみたい〉는 오리콘 주간 싱글 차트(2005년 10월 31일자)에서 초등장 1위를 획득하였다. 헬로! 프로젝트의 작품이 수위를 차지한 것은 모닝구무스메의〈AS FOR ONE DAY〉이래 약 2년 반만이었다. 한편 1위를 획득한 주의 추정 매상 수치는 오리콘 조사에서 26,353장으로, 오리콘에서 1위를 한 악곡으로써는 사상 최저치였다. 그 전까지는 아사카 유이의〈C-Girl〉가 1988년 5월 23일자로 기록한 28,270장이 최저기록이었다.
- 《데프.디바와 라쿠텐 이글스 응원단》이라는 이름으로 도호쿠 라쿠텐 골든이글스의 2006년 신 공식 응원가〈LET'S GO 楽天イーグルス〉를 불렀다. CD는 일반 CD샵에서는 판매되지 않고 Web 판매의 라쿠텐 이글스 오피셜샵 및 헬로! 프로젝트 오피셜샵 등에서만 판매되었다. 이 곡에는《라쿠텐 이글스 응원단》으로서 층쿠♂, 컨트리걸즈및 메론키넨비가 코러스에 참가하였다.
- 2006년 7월에 2006 배구 세계 선수권의 공식 서포터를 맡아《WaT×헬로! 프로젝트》에 참가하는 것이 발표되었다. 덧붙여 마츠우라 아야는「고맛토」에서도 함께였던 후지모토 미키와 GAM를 결성하고 있었지만, 활동은 병행해하고 있었다고 하는 것으로, 이것이 후계 유닛이라고 하는 것으로는 되지 않는다.
- 2006년 9월 3일에 풀 캐스트 스타디움 미야기에서 열린 도호쿠 라쿠텐 골든이글스 대 후쿠오카 소프트뱅크 호크스 전에서〈하이파이브로 맞이하기〉이벤트와 스페셜 라이브 등을 실시하였다.
- 2007년 10월 28일에 고토 마키가 헬로! 프로젝트를 졸업했기 때문에, 향후의 동향은 미정이다.
- 2009년 3월 31일에 아베 나츠미와 이시카와 리카, 마츠우라 아야가 헬로! 프로젝트를 졸업하였다.

## 음악

### 싱글
1. 好きすぎて バカみたい (2005년 10월 19일 EPCE-5381)
  - 커플링：好きすぎて バカみたい (CRAZY J－G JAZZ REMIX) / 好きすぎて バカみたい (女王REMIX)
2. LET'S GO 楽天イーグルス (《데프.디바와 라쿠텐 이글스 응원단》명의, 프로야구 구단 도호쿠 라쿠텐 골든이글스의 2006년 공식 응원가)

### 앨범
1. 풋치베스트6 (2005년 12월 21일)
2. 풋치베스트7 (2006년 12월 20일)
3. 헬로! 프로젝트 스폐셜 유닛 메가베스트 (2008년 12월 10일)

### DVD
1. 풋치베스트6 DVD (2005년 12월 21일)
2. 풋치베스트7 DVD (2006년 12월 20일)